# تینزاپارین سدیم
تینزاپارین سدیم (به انگلیسی: Tinzaparin sodium) یک داروی ضد ترومبوتیک در گروه هپارین است. این دارو یک هپارین با وزن مولکولی پایین (LMWH) است که با نام Innohep در سرتاسر جهان عرضه می‌شود. این دارو توسط سازمان غذا و داروی ایالات متحده (FDA) برای درمان یک بار در روز و پیشگیری از ترومبوز ورید عمقی (DVT) و آمبولی ریوی (PE) تأیید شده است.
می‌توان آن را به صورت زیر جلدی با سرنگ یا داخل وریدی تجویز کرد.